# Techin Mooktarakosa
Techin Mooktarakosa (thailändisch เตชินท์ มุขธระโกษา; * 18. April 1997), auch als Q bekannt, ist ein thailändischer Fußballspieler.

## Karriere
Techin Mooktarakosa stand 2015 beim TOT SC in der thailändischen Hauptstadt Bangkok unter Vertrag. Der Verein spielte in der ersten Liga, der Thai Premier League. Für TOT absolvierte er sechs Erstligaspiele. Hierbei schoss er ein Tor. Am Ende der Saison musste der Verein in die zweite Liga absteigen. Nach dem Abstieg zog sich TOT aus finanziellen Gründen aus der Liga zurück. Nach dem Abstieg wechselte er zum Zweitligisten Port FC. Mit Port wurde er 2016 Tabellendritter und stieg in die erste Liga auf. Im Juni 2017 unterschrieb er einen Vertrag bei Bangkok United. Die erste Mannschaft spielte in der ersten Liga, die U23-Mannschaft trat in der vierten Liga an. Techin wurde 2018 und 2019 mit der U23 Vizemeister der Bangkok Region. Der Krabi FC, ein Drittligist aus Krabi nahm ihn Ende Dezember 2021 unter Vertrag. Mit Krabi spielte er in der Southern Region der Liga. Am Ende der Saison feierte er mit Krabi die Meisterschaft der Region und den Aufstieg in die zweite Liga. Nach insgesamt 53 Ligaspielen wechselte er im Sommer 2023 zum Drittligisten Samut Sakhon City FC. Mit dem Klub aus Samut Sakhon spielte er 17-mal in der Bangkok Metropolitan Region der Liga. Im Sommer 2024 wechselte er in die Eastern Region. Hier schloss er sich dem Navy FC an. Am Ende der Saison 2024/25 feierte er mit dem Verein die Meisterschaft der Region. In den Aufstiegsspielen zur zweiten Liga konnte man sich jedoch nicht durchsetzten. Nach einer Spielzeit, in der er 18 Ligaspiele bestritt, wurde sein Vertrag im Sommer 2025 nicht verlängert. Im Juli 2025 nahm ihn der Drittligaaufsteiger Burapha United FC unter Vertrag. Mit dem Klub aus Ban Bueng spielt er in der Eastern Region der Liga.

## Erfolge
Krabi FC
- Thai League 3 – South: 2021/22  ▲

Navy FC
- Thai League 3 – East: 2024/25